# Katarzyna Kowaleczko
Katarzyna Helena Kowaleczko, znana też jako Katarzyna Kowaleczko Henríquez, Katty Kowaleczko (ur. 2 października 1964 w Santiago) – chilijska aktorka pochodzenia polskiego.
W wieku 15 lat zaczęła pracować jako modelka, występowała także w konkursach piękności dla nastolatek. W 1987 zadebiutowała w serialu telewizyjnym La invitación. Od tej pory wystąpiła w 30 serialach i filmach fabularnych.
W roku 2001 wyreżyserowała pierwszą chilijską inscenizację Monologów waginy (Monólogos de la Vagina) Eve Ensler. W telewizji Canal 13 prowadzi programy rozrywkowe, w tym bardzo popularny program wśród młodzieży – Amor Ciego.
W życiu prywatnym była dwukrotnie zamężna, ma córkę Micaelę.

## Filmografia (wybór)
- 1987: La invitación jako Valerina
- 1988: Vivir asi jako Angélica
- 1994: Soltero a la medida jako Gladys
- 1997: Eclipse de luna jako Julia
- 2000: Sabo a ti jako Violeta
- 2004: Promedio rojo jako Madre de Fele
- 2005: Secuestro jako Rosa Maria
- 2005: Satisfacción jako Sofia
- 2006: Fiesta Patria jako Lorena
- 2006: Charly Tango jako Ninoska Patiño
- 2007: Papi Ricky jako Úrsula Flores
- 2009: Corazón rebelde jako Sonia Rey
- 2013: Las Vegas jako Teresa Acuña
- 2014: Mamá ya crecí jako Ana María Echeverría
- 2017: Nublado, cubierto y lluvia jako Graciela
- 2019: Sumergida jako Mae Riveros